# Marcel Barbeau

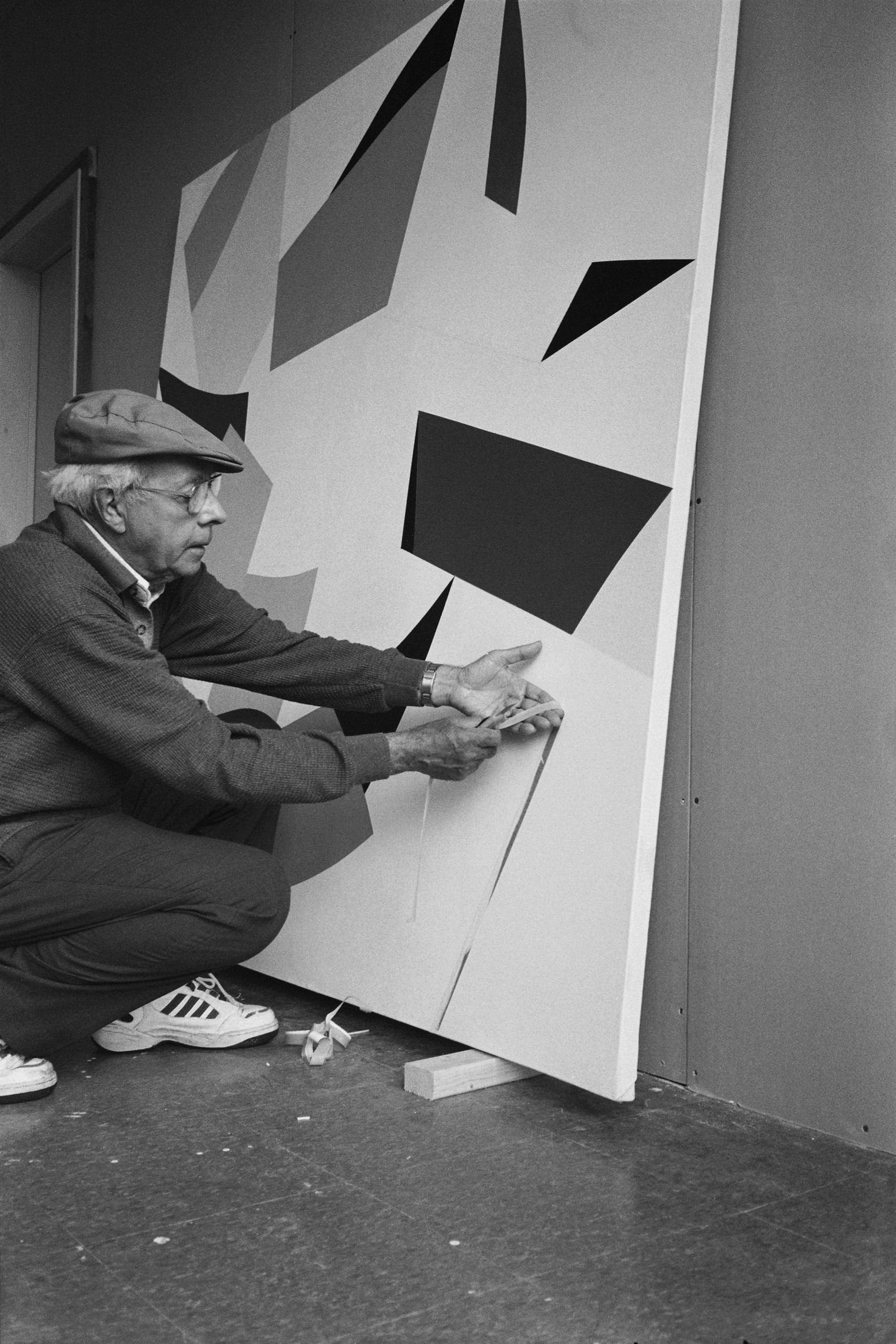
Marcel Barbeau (2001)

Christian Marcel Barbeau (* 18. Februar 1925 in Montreal; † 2. Januar 2016) war ein kanadischer Maler und Bildhauer.

## Leben und Wirken
Barbeau studierte an der École du Meuble des Montreal Art College und arbeitete unter anderem mit Paul-Émile Borduas, Marcel Parizeau und Maurice Gagnon zusammen. Er lebte zwischen 1958 und 1974 sowie 1991 und 1996 in Paris, Vancouver, New York und in Südkalifornien. Seine Arbeiten werden dem amerikanischen abstrakten Expressionismus zugeordnet und sind weltweit in renommierten Ausstellungen vertreten.

## Ehrungen und Auszeichnungen
- Royal Canadian Academy Zack Award (1964)
- Offizier des Order of Canada
- Prix Victor-Martyn-Lynch-Staunton du Conseil des arts du Canada (1972)
- Médaille d'or Spiele der Frankophonie (1994)
- Prix Condorcet-Dessaules (1998)
- Cinquième Prix de Peinture Biennale Internazionale Dell’Arte Contemporanea (2001)
- Réception à l'Académie Européenne des Arts et des Lettres (2002)
- Gold Medal in painting at the Jeux de la Francophonie in Paris (2013)
- Governor General’s Award in Visual and Media Arts (2013)
- Prix Paul-Émile-Borduas (2013)
- Offizier des Ordre national du Québec (2015)